# Call of Duty: Modern Warfare 3
Pour le jeu vidéo de 2023, voir Call of Duty: Modern Warfare III.
Call of Duty: Modern Warfare 3 (ou simplement MW3) est un jeu vidéo de tir à la première personne développé conjointement par Infinity Ward et Sledgehammer Games ainsi que Raven Software pour la partie multijoueur, et édité par Activision en novembre 2011. Treyarch a porté le jeu sur Wii, et n-Space a développé une autre version sur Nintendo DS, sous-titrée Defiance.
Huitième épisode de la série Call of Duty, il fait suite chronologiquement à Call of Duty: Black Ops. Suite directe de Call of Duty : Modern Warfare 2, il s'agit du troisième et dernier volet de la série Modern Warfare.
Modern Warfare 3 bat des records de vente le jour de sa commercialisation en se vendant à plus de 9,3 millions d'unités. En tout, le jeu s'est écoulé à 26,5 millions de copies, battant son prédécesseur Call of Duty: Black Ops qui s'est écoulé à 26,2 millions d'unités, et devenant le jeu de la franchise Call of Duty le plus vendu.

## Système de jeu
Call of Duty: Modern Warfare 3, comme son prédécesseur, comporte un mode d'opérations spéciales « Spec Ops », qui peut-être joué en solo, comme en multijoueurs (en ligne et écran scindé). La grande nouveauté de ce 8e opus de la série Call of Duty est le mode survie (semblable au mode zombie de Treyarch). C'est en fait un mélange du mode zombie et du mode arcade de Call of Duty 4: Modern Warfare. Les 'maps' de ce mode seront comme celles du multijoueurs.

## Trame

### Univers
Call of Duty : Modern Warfare 3 se déroule immédiatement après la dernière mission de Call of Duty: Modern Warfare 2. Le jeu se déroule en 2016, dans un contexte de Troisième Guerre mondiale. Alors que Modern Warfare 2 était très centré sur l'invasion des États-Unis par les Russes, cet épisode se concentre essentiellement sur la traque de Vladimir Makarov, et sur l'assaut de l'Europe par les forces russes, en Angleterre, en France et en Allemagne.
Le jeu aborde le conflit par deux angles différents : la guerre urbaine, vécue par une équipe de soldats américains d'élite, et la traque de Makarov, initiée par les renégats de la Task Force 141, menés par le Capitaine Price. Cet aspect est aussi grandement repris dans les Opérations Spéciales, et dans le mode multijoueur qui reprennent les théâtres d'opérations du scénario. Les joueurs doivent combattre dans les rues des plus grandes villes du monde comme New York, Londres, Hambourg, Berlin, Dubaï, Prague ou même Paris, mais aussi dans des lieux plus reculés comme le nord de l'Inde, la Sierra Leone, la Somalie ou la Sibérie.

### Personnages principaux
Le joueur incarne plusieurs personnages. Le premier personnage incarné est un sergent de la Delta Force, membre de l'équipe dite "Metal", nommé Derek "Frost" Westbrook, personnage principal du côté américain. Le second personnage principal est Yuri, un ex-Spetsnaz et ami de Nikolaï qui soutient "Soap" MacTavish et le Capitaine Price au sein de la Task Force 141, maintenant désavouée (c.-à-d. considérée comme renégate).
Le joueur incarne aussi brièvement Andreï Harkov, un agent du Bureau Fédéral de Sécurité (Federal Security Office, FSO, en anglais), l’équivalent russe du Secret Service. Il est ensuite dans la peau du sergent Marcus Burns des Special Air Service. Enfin, le Capitaine Price est le dernier personnage jouable.
Makarov, terroriste russe et ex-bras droit d'Imran Zakhaev (antagoniste principal du premier Modern Warfare), qui a causé un massacre en Russie pour provoquer une guerre entre cette dernière et les États-Unis, reste le principal antagoniste.

### Histoire
La liste des missions est :
- Prologue
- Mardi noir ; La Delta Force repousse les Russes de New York en détruisant un brouilleur radio.
- Chasseur chassé ; Les Américains prennent contrôle d’un sous-marin  nucléaire russe et tirent ses missiles sur la flotte russe.
- Persona non grata ; Yuri aide Price et Nikolai à évacuer Soap, qui est   gravement blessé.
- Turbulences ; Les hommes de Makarov enlèvent le président Vorshevky.
- Reprise de service ; La Task Force 141 tente d’intercepter une cargaison destinée à Makarov.
- Attention à la marche ; Les SAS essayent d’empêcher la cargaison d’être livrée aux ultranationalistes, mais cette dernière explose dans Londres.
- Souris blanche ; La Delta Force va sauver le vice-président américain retenu en otage par les ultranationalistes.
- Retour à l’envoyeur ; La TF141 arrête le trafiquant d’armes Waraabe,qui révèle où se trouve Volk, le fabricant de bombes de Makarov.
- Livraison express ; La Delta arrête Volk à Paris; mais les  Russes et les hommes de Makarov les pourchassent.
- La Dame de Fer ; La poursuite s’arrête au pied de la Tour Eiffel; un AC-130  de soutien permet d’évacuer la Delta Force, mais la Tour Eiffel s’effondre à la suite d'un dernier bombardement.
- L’Œil du Cyclone ; La TF141 et les résistants tchèques tentent de tuer Makarov; mais c’est Soap qui est blessé et la Task Force bat en retraite.
- Frères de sang ; Yuri dévoile son passé à la suite de la mort de Soap.
- La Forteresse ; Price et Yuri apprennent que Makarov sait où est la fille du président Vorshevky.
- Terre brûlée ; Les Delta essayent de secourir Alena Vorshevky mais cette dernière se fait enlever malgré tout par les Russes.
- Au fond du terrier ; La Delta et la TF141 libèrent les Vorshevky dans une mine en Sibérie Occidentale.
- Tu redeviendras poussière… ; Price et Yuri vont tuer Makarov, caché aux Emirats Arabes Unis.

Nations représentées dans le jeu[pas clair]
- Afrique du Sud
- Allemagne
- Arabie saoudite
- Australie
- Algérie
- Autriche
- Belgique
- Brésil
- Canada
- Chine
- Corée du Sud
- Danemark
- Émirats arabes unis
- Espagne
- États-Unis
- Finlande
- France
- Grèce
- Hong Kong
- Inde
- Iran
- Irlande
- Italie
- Japon
- Mexique
- Norvège
- Nouvelle-Zélande
- Pays-Bas
- Philippines
- Pologne
- Portugal
- République tchèque
- Royaume-Uni
- Russie
- Salvador
- Singapour
- Suède
- Suisse
- Taïwan
- Turquie

#### Acte I
Après avoir tué le Général Shepherd, Price et Nikolaï transportent MacTavish blessé dans une cachette dans l'Himachal Pradesh en Inde. Pendant que MacTavish se fait soigner, de nombreux soldats de Makarov assiègent la cachette. Yuri, un ex-Spetsnaz et le meilleur homme de Nikolaï, aide Price et MacTavish à s'échapper en utilisant un drone d’assaut.
L'invasion russe de la Côte Est des États-Unis n'est pas près de s'arrêter. Le sergent Derek "Frost" Westbrook d'une unité nommée "Metal" (composé de "Frost", "Truck", "Grinch" et du chef "Sandman") de la Delta Force doit détruire un appareil russe situé sur le toit de la Bourse de New York et qui brouille les transmissions et les systèmes de guidage des avions de l'U.S. Air Force, empêchant des frappes aériennes cruciales. Après la destruction de l'appareil et les frappes aérienne qui ont mis les Russes en mauvaise posture, l'unité "Metal" assiste les Navy SEALs à détourner un sous-marin russe de classe Oscar-II, qui était chargé de dévaster la Côte Est en cas d'échec de l'invasion, et à retourner ses missiles contre la flotte russe. Ils atteignent l'objectif et la flotte russe est anéantie, entraînant alors une retraite russe totale.
Environ 2 mois après, le président russe Boris Vorshevsky, accompagné de sa fille Alena sont à bord d'un avion pour participer à un sommet avec les États-Unis à Hambourg, en Allemagne et négocier un traité de paix. Mais l'avion est détourné par des hommes de Makarov, et plusieurs agents du Bureau Fédéral de Sécurité, dont Andrei Harkov, doivent protéger les Vorshevskys. L'avion fini par se crasher dans une forêt, nombre d'agents de sécurité sont tués et le président est enlevé, mais Alena réussit à s'enfuir. Makarov arrive sur les lieux, il tue avec ses hommes les gardes du président (dont Harkov) demande les codes de lancement de missiles nucléaires pour anéantir l'Europe, mais le président refuse de parler et Makarov veut alors trouver la fille pour obliger le politicien à céder.
La Task Force 141 désavouée, composée de Price, MacTavish, Yuri et Nikolaï partent en Sierra Leone pour intercepter un colis gardé par des miliciens sierra-léonais destiné à Makarov. Sur place, ils découvrent que Makarov a réussi à s'enfuir avant leur arrivée. Plus tard, le trio se retrouve submergé par les miliciens tandis qu'un hélicoptère ennemi s'enfuit avec le mystérieux colis.
Un jour plus tard, en Angleterre, le sergent Marcus Burns du Special Air Service assisté du sergent Wallcroft et du Caporal Griffin (que l'on peut voir tous deux lors de la mission du Cargo dans Call of Duty 4: Modern Warfare) et d'autres hommes sont déployés pour intercepter un colis suspect dans un port londonien gardé par des ultranationalistes Russes. L'affrontement est violent mais ils ne trouvent rien. Les SAS chassent les derniers fuyards dans le métro souterrain et après un accident de train, seuls Burns et Wallcroft survivent et ressortent dans les rues après une bataille rangée dans une gare pour arrêter un camion suspect qui s'avère finalement être un leurre. Le vrai camion censé transporter des armes se trouve dans une autre rue londonienne et explose en libérant un gaz toxique, tuant sur le coup une famille vacancière, les Davis (le joueur est en fait dans le corps du père filmant sa femme et sa fille).

#### Acte II
Plusieurs attaques chimiques ont eu lieu en Europe pour affaiblir ses défenses, et l'Armée Russe, désormais sous le contrôle de Makarov (puisque le président russe est détenu par ce dernier), en profite pour l'envahir en voyant la guerre comme encore justifiée. Du fait que les pays attaqués sont membres de l'OTAN, les États-Unis envoie des troupes pour les aider. L'équipe « Metal » se rend à Hambourg pour sauver, avec le soutien du bataillon blindé « Rhino », le vice-président américain venu rencontrer le président russe pour négocier la paix et qui a été pris en otage par les forces de Makarov.
Grâce à des informations de Baseplate qui est en fait MacMillan, le mentor de Price, la Task Force 141 s'envole en Somalie pour capturer un seigneur de guerre nommé Waraabee qui serait un contact de Makarov dans le transport d'armes. Après de violents combats, avec Nikolaï aux commandes d'un Hind, Warabee se fait capturer mais ce dernier ignore où se trouve Makarov, son seul contact avec les ultranationalistes étant un certain Volk, qui est à Paris. Price l'abat juste après pour la mort des SAS lors de l’attaque au gaz. Lors de l'extraction, une tempête de sable se déchaîne et l'hélicoptère de Nikolai se fait descendre. Price et son équipe parviennent à le sauver et des renforts les évacuent par voie terrestre.
Price contacte Sandman et demande à l'équipe « Metal » de se rendre en France pour trouver Volk, qui est le faiseur de bombes de Makarov. Les Américains, soutenus par une unité du GIGN commandée par « Sabre », capturent Volk après une course-poursuite. Mais l'extraction est très difficile, un AC-130 est envoyé en soutien pour permettre l'extraction. L'équipe « Metal » est bloquée par les troupes russes sur un pont au sud de la Tour Eiffel et ne parvient à réussir la mission que grâce à une frappe aérienne massive, mais la Tour Eiffel, à la suite d'un dernier bombardement, s'effondre dans la Seine.
Volk avoue que Makarov doit assister à une réunion à Prague en République tchèque dans le Lustig Hotel. La Task Force 141 sécurise d'abord une partie de la ville avec l'aide des résistants tchèques et de Kamarov (un Russe loyaliste allié de Price) pour piéger Makarov: Price et Kamarov s'infiltrent dans le Lustig Hotel tandis que MacTavish et Yuri, se cachent dans une église pour les soutenir. Mais Makarov a prévu que ses ennemis viendront; il neutralise Kamarov, fait exploser le Lustig Hotel et dit à Yuri qu'il n'aurait pas dû venir avant de faire exploser l'église. L'explosion conduit à la mort de Kamarov alors que Yuri et MacTavish parviennent à sauter avant l'explosion, le clocher dans lequel ils étaient étant piégé. Mais durant la chute, Soap est très gravement blessé. Price et Yuri le transportent et se réfugient chez des résistants pour trouver de l'aide médicale mais ayant perdu beaucoup de sang en cours de route, MacTavish meurt après avoir dit à Price que Makarov connaissait Yuri. En évacuant les lieux, Price projette Yuri dans des escaliers en le frappant au visage, exigeant des réponses en le menaçant avec son arme.
Il apparait que Yuri est un ancien ultranationaliste. Il était jeune et patriote au moment où il rencontre Makarov, devenant par la suite son ami ; il a assisté avec lui à plusieurs moments importants des campagnes des deux opus précédents : l'échange d'armes de Zakhaev à Prypiat (l'évacuant lorsqu'il fut blessé par Price) et à la frappe nucléaire des ultranationalistes sur la capitale moyen-orientale (ayant tuée les 30 000 soldats de Shepherd). Mais à la suite de cet événement, Yuri ne pouvait plus supporter les méthodes extrêmes de Makarov qui se tournaient vers le terrorisme. Il tente ensuite de prévenir les autorités à propos du massacre de l'aéroport qui allait déclencher la guerre. Mais il est démasqué par Makarov qui le laisse pour mort dans un parking souterrain en lui tirant une balle dans le ventre, à laquelle il a réussi à survivre. Yuri est ensuite devenu un loyaliste auprès de Nikolai jusqu'à intégrer la Task Force 141. Price est convaincu de justesse et le laisse en vie.

#### Acte III
Bien qu'il ait perdu confiance en lui, Price continue de s'allier avec Yuri, affirmant que Makarov pourrait se cacher dans un château en République tchèque. Ils s'introduisent dans la forteresse et bien que Makarov ne soit pas sur les lieux, ils apprennent que ses hommes savent que la fille du président, Alena, est à Berlin, et qu'ils ont l'intention de l'enlever afin de forcer son père à dévoiler les codes nucléaires à Makarov. Price et Yuri détruisent la forteresse puis s'échappent, et transmettent l'information aux américains.
La mission de sauvetage est confiée à plusieurs unités de la Delta Force, dont l'équipe « Metal ». Ils arrivent dans une ville ravagée par l'artillerie lourde russe. L'équipe « Métal » doit sécuriser un bâtiment idéal pour des snipers qui tenteraient de compromettre le sauvetage. Une fois l'immeuble et son toit nettoyé, Métal éliminent au sniper les soldats russes présent sur le toit de l'hôtel où se cache Alena. L'équipe « granite » va chercher Alena, sous le feu des blindés russes que "Métal" parvient à détruire avec l'aide d'une couverture aérienne constituée d'A-10. Mais dès que l'équipe « granite » entre dans l'immeuble, les russes les piègent et font exploser l'étage. "Métal descend donc du bâtiment et rejoignent les blindés allemands qui les appuient sur le chemin de l'hôtel. C'est alors que l'impensable se produit: Les russes ont piégé un immeuble, et le font s'écrouler sur les forces de l'OTAN. « Métal » s'en sort miraculeusement et fonce jusqu'à l'hôtel, mais trop tard: Les troupes russes se sont emparées d'Alena et l'emmènent en Russie
Price, Yuri et l'équipe « Metal » (sans « Frost ») s'allient et traquent le Hind jusque dans une mine sibérienne où les otages seraient détenus. Ils réussissent à les sauver mais durant leur fuite, seuls Yuri et Price parviennent à s'échapper avec le président et Alena, l'équipe "Métal" se sacrifiant pour couvrir leur fuite en restant au sol et en repoussant tant soit peu les assaillants.
Grâce au retour du président russe, la Troisième Guerre mondiale s'achève. Mais malgré la fin du conflit, Price et Yuri aidés par Nikolaï en tant que hacker continuent à chasser leur ennemi Makarov, la Task Force 141 étant réhabilitée. Ils découvrent que le terroriste s'est réfugié dans un hôtel à Dubaï. Price et Yuri mettent une armure blindée, les rendant ainsi quasi invulnérable contre les armes à feu des gardes de Makarov qu'ils parviennent à éliminer sans problème. Mais lorsqu'ils sont dans un ascenseur, Price abat un hélicoptère ennemi et l'appareil heurte l'ascenseur, brûlant alors leur blindage. Ils sautent dans un autre ascenseur envoyé par Nikolaï et arrivent dans un restaurant où ils subissent un tir de missile d'un hélicoptère, empalant Yuri avec une barre de fer. Price, seul, poursuit désormais Makarov jusqu'au toit et saute sur son hélicoptère en décollage. Il tue les deux pilotes, mais durant la lutte, celui-ci tire accidentellement dans les commandes, causant alors le crash de l'appareil. Makarov et Price tentent d'attraper un pistolet mais Makarov le saisit en premier. Au moment où Makarov va tirer, Yuri intervient juste à temps et le blesse par balle mais ce dernier riposte et le tue d'une balle en pleine tête. Profitant de ce moment de distraction, Price frappe Makarov et l'étrangle avec un câble puis tire dans la baie vitrée du toit sur laquelle les deux hommes s'affrontent. Celle-ci se brise et les deux hommes chutent au travers, tuant Makarov par pendaison et vengeant par la même occasion toutes ses victimes, dont Soap et Yuri. Price se relève et fume un cigare en regardant le cadavre pendu de son ennemi, au même moment où les sirènes de la police se font entendre.

## Système de jeu

### Général
Call of Duty: Modern Warfare 3 reprend et complète le fonctionnement de son prédécesseur, Modern Warfare 2, notamment la grande variété d'armes disponibles, disposant de nombreuses améliorations : aides à la visée de tous types (viseur laser, lunette thermique, capteur cardiaque...), lance-grenades, fusil à pompe intégré, silencieux, etc. Le joueur peut en porter deux de classe différente (arme de poing, arme d'épaule, lance-grenades...) et récupérer celles lâchées par l'ennemi. Il est également possible de porter deux principaux types de grenades : anti-personnel ou spéciales (aveuglantes ou collantes). D'autres équipements sont à disposition comme le C-4 , la Betty Bondissante ou les mines M18A1 Claymore.

### Multijoueur
Le mode multijoueur reste basé sur le système de Call of Duty: Modern Warfare 2, c'est-à-dire conservation du système de grade, de la personnalisation des classes, des atouts, des bonus lors des ennemis tués, des titres, des emblèmes, des défis, etc. mais avec quelques changements.
Ce jeu possède 20 prestiges de 80 niveaux chacun.
On y trouve 10 fusils d'assaut (M4A1, M16A4, SCAR-L, CM901, Type 95, G36C, ACR 6.8, MK14, AK47 et le FAD); 6 pistolets-mitrailleurs (MP5, UMP45, PP90M1; P90, PM-9 et la MP7): 5 fusils mitrailleurs (L86 LSW, MG36, PKP Pecheneg, MK46 et le M60E4), 6 fusils de précision (Barrett .50 CAL, L118A, Dragunov, AS50, RSASS et le MSR) et enfin les fusils à pompe (USAS 12, KSG 12, SPAS 12, AA-12, Striker et le Model 1887).
La structure des classes est similaire : une arme principale (fusil d'assaut, mitraillette, fusil de précision, mitrailleuse et fusil à pompe), une arme secondaire (lance-roquettes, arme de poing et pistolet-mitrailleur), les atouts et les bonus, etc.
La personnalisation des bonus reste possible mais la structure des bonus a changé; il existe trois sortes de bonus: assaut, soutien et spécialiste. L'assaut garde le système traditionnel où la série s'arrête lorsque le joueur meurt, le soutien laisse la série continuer même si le joueur meurt et le spécialiste consiste à offrir au joueur des atouts supplémentaires. Certains bonus sont restés (ex: le Pave Low et le missile Predator), d'autres ont fait leur apparition, comme la combinaison de mastodonte (blindage très puissant) ou encore une tourelle contrôlable. Les bonus de séries de morts font leur retour, notamment Martyre.
Les atouts avec la version pro sont restés sous la forme de 3 catégories (rouge, bleu et jaune) mais des nouveaux atouts apparaissent comme l'atout Traqueur permettant au joueur de marcher à vitesse normale en visant, d'autres font leur retour notamment l'atout Pillard tandis que d'autres ont disparu comme Commando.
Les camouflages et les accessoires des armes reviennent. Un nouveau système de récompense pour les armes a été mis en place pour les compétences du joueur, ainsi, il pourra par exemple augmenter la portée à un fusil à pompe ou à une mitraillette, réduire le recul de son arme, etc.
16 cartes sont disponibles par défaut comme Fallen un village russe abandonné, Bakaara une ville urbaine somalienne ou encore Arkaden un centre commercial allemand.
De nouvelles cartes sont disponibles comme Overwatch, chantier au-dessus d'un gratte ciel. Dans un dernier pack sorti le 17 juillet pour les premium sur Xbox 360, le 18 pour les autres joueurs Xbox 360 et aux mêmes dates en août pour les joueurs PS3 et PC la carte Terminal et 2 autres pour les premium et juste Terminal pour les autres (Terminal étant une ancienne carte de Modern Warfare 2).
Le jeu propose aussi de nouveaux modes de jeu comme le mode infecté, élimination confirmée ou encore la sélection confrontation qui permet aux joueurs de s'affronter en 1vs1, 2vs2 ou 3vs3 sur des cartes inédites.

### Mode Opérations Spéciales
Le mode Opérations Spéciales (Spec Ops en anglais) est un mode de jeu composé de missions hors-campagne solo. Elles peuvent être jouées à 2 en coopération (cependant, pas de co-op dans la campagne solo) localement en écran scindé (seulement pour les versions console), en ligne ou même tout seul (mais certaines missions ne sont faisables qu'à deux). En revanche, il existe trois types d'Opérations Spéciales : le mode mission (indisponible sur Wii) le mode survie sur toutes les consoles et le mode chaos sur Xbox360 et PS3.
Le mode mission est similaire au mode Spec Ops de Call of Duty: Modern Warfare 2 où le joueur doit accomplir des objectifs précis par exemple libérer les otages ou récupérer des données.
Le mode survie est une nouveauté et consiste à rester en vie le plus longtemps possible face à des vagues ennemies. Plus le niveau est élevé, plus les ennemis sont résistants, puissants et nombreux (infanterie légère, moyenne, lourde, hélicoptère, mastodontes, etc.). 3 caisses de soutien sont disponibles : une pour les armes, une pour les explosifs et tourelles, et une pour le soutien aérien avec laquelle il y possibilité d'acheter des bombardements, sections boulier antiémeute "GIGN" ou d'intervention "DELTA".
Le choix des difficultés se base sur les étoiles. Le nombre d'étoiles à obtenir varie en fonction de la difficulté : 1 pour la difficulté seconde classe, 2 pour la difficulté commando et 3 pour la difficulté vétéran. Mais parfois le nombre d'étoile varie selon d'autres paramètres, tels que la durée pour terminer la mission. Outre la difficulté et le nombre d'étoile, le choix entre ces trois modes va faire varier le nombre d'ennemis, de civils, de temps...

## Développement

### Déroulement
Le jeu met du temps avant de faire son apparition. En effet, en vertu de l’alternance des studios Treyarch et Infinity Ward dans le développement des jeux de la série, c'est à ce dernier que revient le développement de MW3. Mais à la suite du départ de nombreux employés, le développement prend beaucoup de retard. Activision demande donc à Sledgehammer Games et Raven Software de venir en aide à Infinity Ward ; c'est la première fois qu'il ne développe pas seul l'intégralité du jeu.

### Moteur de jeu
Le moteur de jeu est basé sur l'IW Engine 4.0 de l'opus précédent, amélioré pour donner l'IW 5.0. Sledgehammer Games annonce que le jeu vise le zéro bug et que le multijoueur adoptera de nouvelles armes. Contrairement à Call of Duty 4: Modern Warfare et Call of Duty: Modern Warfare 2, il n'y a pas de mission "post-crédits". En revanche, une photo apparait, celle-ci datant du 8 octobre 2013, nommée « OP KINGFISH ». On peut apercevoir de gauche à droite ; Soap, Capitaine Price, Sandman et enfin Ghost.

### Contenu téléchargeable
Quatre extensions de Modern Warfare 3 ont été publiées sous forme de contenu téléchargeable payant, chacune d'entre elles comprenant de nouvelles cartes multijoueur et survie, ainsi que des missions d'opérations spéciales.

### Distribution
Doublage français
- Marc Alfos : Capitaine John Price
- Emmanuel Karsen : Capitaine "Soap" McTavish
- Cyrille Monge : Vladimir Andrej Makarov - terroriste russe et principal antagoniste
- Benoît Magimel : Yuri, soldat russe
- Hervé Jolly, précédemment Gabriel Le Doze : Overlord nom de code du Commandement US, en hommage à l'Opération Overlord
- Bruno Magne : Sandman
- Frantz Confiac : Truck, membre de l'équipe Métal 0-1
- David Kruger : Grinch, Sniper de l'équipe Métal 0-1
- Warhammer - nom donné à l'AC-130 de soutien

Doublage original
- Billy Murray : Capitaine John Price
- Kevin McKidd : Capitaine Soap McTavish
- Roman Varshavsky : Vladimir Andrej Makarov
- Brian Bloom : Yuri
- William Fichtner : Sandman
- Timothy Oliphant : Grinch
- Idris Elba : Truck

## Accueil

### Critiques
Call of Duty: Modern Warfare 3 reçoit une majorité de bonnes notes de la part des rédactions professionnels du jeu vidéo, excepté pour les versions Wii et DS. Cette suite est considérée comme une bonne continuation de son prédécesseur même si elle n'a que peu de nouveautés par rapport à celui-ci. Néanmoins, le moteur de jeu commence à dater et les graphismes sont donc en dessous de ce qui se fait de mieux au moment de sa sortie.
Le multijoueur est unanimement considéré comme plus équilibré que ses prédécesseurs.

### Ventes
Call of Duty: Modern Warfare 3 s'est vendu à 14,82 millions d'unités sur Xbox 360, à 13,35 millions d'unités sur PS3, à 1,71 million d'unités sur PC, à 830 000 unités sur Wii et à 260 000 unités sur DS.
Sur PC, il est nécessaire, comme pour tous les jeux de la franchise sortis entre 2009 et 2018, de posséder la plateforme Steam pour le lancement du jeu, et d'accepter l'Accord de Souscription Steam pour pouvoir activer le jeu et procéder à son installation.